# Summer in the City
Summer in the City — рок-песня, записанная американской группой The Lovin' Spoonful в 1966 году. Авторами песни выступили основатель группы Джон Себастиан, его брат Марк и бас-гитарист Стив Бун. Песня впервые появилась в составе альбома Hums of the Lovin' Spoonful
В 1966 году песня стала хитом номер один в США и вошла в Billboard Hot 100. Кроме того, она заняла 401 место в списке «500 величайших песен всех времён по версии журнала Rolling Stone».

## История создания и кавер-версии
Обучаясь в академии Блэр, Марк Себастиан предложил одному литературному журналу стихотворение, где были такие строки:
«but at night it’s a different world,
go out and find a girl,
come on, come on and dance all night,
despite the heat it’ll be alright,
and babe don’t you know it’s a pity,
the days can’t be like the night,
in the summer in the city».
Текст ему понравился, и он сочинил собственную песню, показав её позже старшему брату Джону.
Джон положительно оценил припев, но был категорически против такого вступления. Он попросил басиста Lovin' Spoonful Стива Буна добавить в неё часть игры на пианино, которая не была бы похожа на другие композиции. Позже Джон признавался, что тогда он думал, что финальная версия песни звучала так, как если бы Джордж Гершвин написал что-нибудь для «Американца в Париже».
Множество мировых певцов и музыкальных групп делали собственные кавер-версии на песню. В их число входят Би Би Кинг (1972), Куинси Джонс (1973), Тим Карри (1982), The Stranglers (1997), Butthole Surfers (1999), Styx (2005), Incognito (2006) и Барри Хэй (2008). Однако наиболее известную кавер-версию сделал британский певец Джо Кокер, записавший её в 1994 году для альбома Have a Little Faith.

## Использование в культуре

### Кино
- 1970 — «Лето в городе[англ.]» (реж. Вим Вендерс)
- 1989 — «Парень-каратист 3» (реж. Джон Эвилдсен)
- 1995 — «Крепкий орешек 3: Возмездие» (реж. Джон Мактирнан)

### Телевидение
- 1967 — «Классические альбомы[англ.]»
- 1991 — «Дуракам везёт» (эпизод Miami Twice)
- 1994 — «Бейсбол[англ.]»
- 2002 — «Симпсоны» (эпизод Poppa’s Got a Brand New Badge)
- 2004 — «Субботним вечером в прямом эфире»
- 2009 — American Idol